# Mystrium
Mystrium ist eine Ameisengattung aus der Unterfamilie der Amblyoponinae. 14 Arten sind bekannt.

## Beschreibung
Arbeiterinnen der Arten der Gattung Mystrium sind meist dunkel gefärbt und besitzen keine Komplexaugen. Die Königin ist meist nur geringfügig größer als die Arbeiterinnen und zeichnet sich neben der größeren Gaster auch durch den Besitz von Komplexaugen aus. Charakteristisch für diese Gattung sind bei Gynen und Arbeiterinnen die langen, dünnen Mandibeln mit abgerundeten Spitzen, die auffällige Behaarung an Kopf und Körper sowie die Form des Kopfes.
Von der Art Mystrium rogeri ist bekannt, dass sie einen Mechanismus besitzt, mit dem sie mit ihren Mandibeln „schnipsen“ können, etwa um sich gegen Feinde zu verteidigen oder um hart gepanzerte Beutetiere außer Gefecht zu setzen. Dazu pressen sie ihre Mandibeln zusammen, so dass eine starke Spannung aufgebaut wird. Dann lassen sie die Kiefer blitzartig aneinander vorbeigleiten. Die dabei freigesetzte Energie ist stark genug um etwa Termiten oder andere Ameisen regelrecht zu erschlagen.

## Verbreitung
Die Gattung ist ausschließlich in den Tropen der Alten Welt anzutreffen. 10 Arten sind auf Madagaskar beschränkt, eine weitere Art lebt auf dem afrikanischen Festland und drei Arten sind in der Inselwelt Ozeaniens und Südasiens beheimatet.

## Systematik

### Innere Systematik
Die 14 bekannten Arten sind:
- Mystrium barrybressleri Yoshimura & Fisher, 2014
- Mystrium camillae Emery, 1889
- Mystrium eques Yoshimura & Fisher, 2014
- Mystrium janovitzi Yoshimura & Fisher, 2014
- Mystrium labyrinth Yoshimura & Fisher, 2014
- Mystrium leonie Bihn & Verhaagh, 2007
- Mystrium maren Bihn & Verhaagh, 2007
- Mystrium mirror Yoshimura & Fisher, 2014
- Mystrium mysticum Roger, 1862
- Mystrium oberthueri Forel, 1897
- Mystrium rogeri Forel, 1899
- Mystrium shadow Yoshimura & Fisher, 2014
- Mystrium silvestrii Santschi, 1914
- Mystrium voeltzkowi Forel, 1897

### Äußere Systematik
Die seltene Gattung gehört zur urtümlichen Unterfamilie der Amblyoponinae.

## Verhalten
Die Gattung zeigt, für urtümliche Gruppen unüblich, Rekrutierungsverhalten. Dafür besitzen sie, einzigartig in der Welt der Ameisen, eine unpaarige Sternaldrüse im siebten Abdominalsternit. Arten der Gattung Mystrium ernähren sich räuberisch. Sie jagen meist unterirdisch. Solitär agierende Späherinnen schwärmen aus und rekrutieren, wenn sie das Beutetier nicht alleine überwältigen können, Arbeiterinnen aus dem Nest. Diese Pheromon-gestützten Signale können durch Hin-und-Her-Bewegungen des Vorderkörpers verstärkt und unterstützt werden.